# Shanghai New International Expo Center

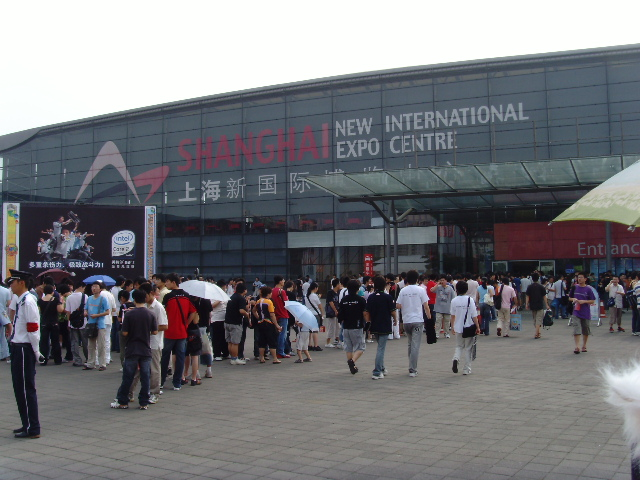
El Shanghai New International Expo Centre

El Shanghai New International Expo Centre es un centro de convenciones situado en Shanghái, China. Acoge un gran número de exposiciones, incluido el Salón del Automóvil de Shanghái. También ha albergado el Tennis Masters Cup 2002, cuando uno de los salones se convirtió temporalmente en una pista de tenis. Con más de 90 exposiciones por año y un índice de facturación de 32 (2011), SNIEC es uno de los centros de exposiciones más exitosos del mundo.
La construcción comenzó el 4 de noviembre de 1999 y su apertura fue el 2 de noviembre de 2011. Su zona de exposiciones tiene una capacidad de 200 000 metros cuadrados en el interior y 130 000 en el exterior. Las instalaciones del Expo Center contienen 17 salas de exposiciones, salas de conferencias, y un centro de negocios. En uno de los salones de entrada del centro se sitúan un hotel y una estación de metro.  
La inversión de la primera fase fue de 99 millones de dólares estadounidenses.
Shanghai New International Expo Centre Co., Ltd. es una empresa conjunta chino-alemana al 50:50 de Shanghai Lujiazui Exhibition Development Co., Ltd. y la empresa alemana German Exposition Corporation International GmbH (GEC). GEC es una empresa conjunta de Deutsche Messe AG, Messe Düsseldorf GmbH y Messe Munich GmbH. Desde 2006, el alemán Hans-Joerg Geduhn es el administrador general de la empresa.
El centro fue diseñado por la firma de diseño estadounidense Murphy/Jahn Architects.
| Predecesor: Acer Arena Sídney | ATP Year-end Championships Estadio 2002 | Sucesor: Westside Tennis Club Houston |

## Centro de cuarentena Covid-19
Desde el 29 de marzo de 2022, el Shanghai New International Expo Centre ha sido transformado en un centro de cuarentena para apoyar la nueva ola de la pandemia de Covid-19 en Shanghái, junto al Shanghai World Expo Exhibition & Convention Centre.